# 26811 Hiesinger
26811 Hiesinger este un asteroid din centura principală de asteroizi.

## Descriere
26811 Hiesinger este un asteroid din centura principală de asteroizi. A fost descoperit pe 22 august 1985 la Stația Anderson Mesa de Edward L. G. Bowell. Asteroidul prezintă o orbită caracterizată de o semiaxă mare de 2,19 ua, o excentricitate de 0,18 și o înclinație de 3,1° în raport cu ecliptica.